# Christian Poswiat

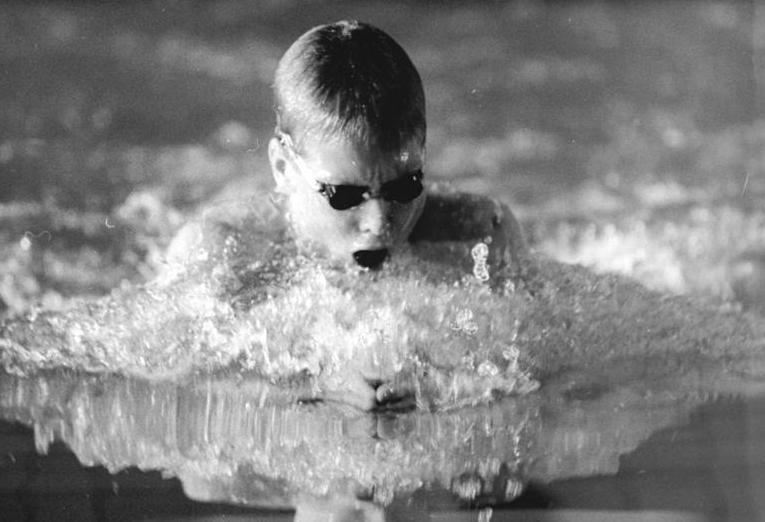
Christian Poswiat (1988)

Christian Poswiat (* 26. Juni 1968 in Ost-Berlin) ist ein ehemaliger Schwimmer, der bis 1988 für die Deutsche Demokratische Republik und ab 1990 für die Bundesrepublik Deutschland antrat. Er gewann je eine Bronzemedaille bei Welt- und Europameisterschaften. 

## Karriere
Der 1,91 Meter große Christian Poswiat vom SC Dynamo Berlin war 1987 und 1988 DDR-Meister über 100 Meter Brust und 1988 auch Meister über 200 Meter Brust.
Bei den Schwimmeuropameisterschaften 1987 in Straßburg gewann die 4-mal-100-Meter-Lagenstaffel der DDR mit Frank Baltrusch, Christian Poswiat, Thomas Dressler und Sven Lodziewski die Bronzemedaille hinter den Staffeln aus der Sowjetunion und aus dem Vereinigten Königreich. 1988 bei den Olympischen Spielen in Seoul erreichte Poswiat das Finale über 100 Meter Brust und belegte den achten Platz. Über 200 Meter Brust schied Poswiat als 27. der Vorläufe aus.
1989 verließ Poswiat die DDR und schloss sich den Wasserfreunden Wuppertal an. Von 1990 bis 1992 war Poswiat dreimal Zweiter der deutschen Meisterschaften über 100 Meter Brust.
Bei den Schwimmweltmeisterschaften 1991 in Perth belegte Poswiat den siebten Platz über 100 Meter Brust. Die Lagenstaffel mit Frank Hoffmeister, Christian Poswiat, Michael Groß und Dirk Richter erkämpfte die Bronzemedaille mit einer Hundertstelsekunde Vorsprung auf die Kanadier. Es siegte die Staffel aus den Vereinigten Staaten vor der Staffel aus der Sowjetunion. 1992 in Barcelona nahm Poswiat zum zweiten Mal an Olympischen Spielen teil, schied aber auf beiden Bruststrecken im Vorlauf aus.
Christian Poswiat gründete 1995 in Wuppertal die Flippers Schwimmschule. In den 2010er Jahren nahm er an Schwimmweltmeisterschaften im Altersklassenbereich teil und wurde 2010 Masters-Weltmeister und 2012 Weltmeisterschaftszweiter.